# Río Rejas
El río Rejas es un curso de agua del interior de la península ibérica, afluente del Duero. Discurre por la provincia española de Soria.

## Curso
Discurre por la provincia de Soria. El río, que nace en los alrededores de Rejas de Ucero, fluye al principio en dirección sur y, tras dejar a ambos lados de su curso localidades como Valdealbín, Berzosa, Villálvaro y Rejas de San Esteban, termina desembocando en el Duero. Aparece descrito en el decimotercer volumen del Diccionario geográfico-estadístico-histórico de España y sus posesiones de Ultramar de Pascual Madoz de la siguiente manera:

REJAS: r. que nace en la jurisd. de Rejas de Ucero, de una fuente de abundantes aguas, á las que se atribuyen propiedades medicinales: principia á correr en direccion de N. á S. y baña los térm. de Valdealbin, Berzosa, Villalvaro y Rejas de San Esteban, desembocando en el Duero despues de un curso de 3 leg., durante el cual impulsa 3 molinos harineros y proporciona el riego á varios trozos de vega: no tiene puente alguno de piedra y facilitan su paso algunos pontones de madera: en las avenidas del Duero que imposibilitan el desagüe del Rejas, causa este considerables estragos, pues su poco cauce contribuye á que inunde los terrenos inmediatos á sus orillas.
(Madoz, 1849, p. 408)

El valle del Rejas, visto desde el este, al norte de Rejas de San Esteban.

Las aguas del río, perteneciente a la cuenca hidrográfica del Duero, acaban vertidas en el océano Atlántico.